# Madonna pod jodłami
Madonna pod jodłami – obraz olejny z 1510 roku autorstwa niemieckiego malarza renesansowego Lucasa Cranacha starszego.

## Opis
„Madonna pod jodłami” przedstawia Marię z małym Jezusem na kolanach. Jezus trzyma w ręku winne grono, spoczywając na kosztownej poduszce. Obok niej złoty sygnet z sygnaturą L.C. Tłem jest górzysty krajobraz z pochyloną brzozą i jodłami

## Historia
Cranach namalował obraz w 1510 roku dla wrocławskiej katedry i do XIX wieku wisiał on w kaplicy św. Jana Ewangelisty, po czym ze względu na swoją wartość trafił do skarbca katedralnego. W latach 20. i 30. XX wieku obraz był udostępniony do zwiedzania po wykupieniu biletu. W 1943 roku, w obawie przed alianckimi nalotami, został wraz z innymi dziełami sztuki ewakuowany z miasta przez władze hitlerowskie do klasztoru cystersów w Henrykowie, a następnie do Kłodzka. Po zakończeniu wojny obraz wrócił do Wrocławia, ale wymagał dużych zabiegów konserwacyjnych, gdyż m.in. pękł na dwie części.
Na zlecenie Muzeum Archidiecezjalnego prace naprawcze wykonywał jego pracownik, ks. Siegfried Zimmer, który jednak zamówił w trakcie naprawy u swojego dawnego parafianina, Georga Kupke, kopię obrazu. Gdy w 1947 roku zmuszono go do wyjazdu z Wrocławia do sowieckiej strefy okupacyjnej w Niemczech, zamienił obrazy i wywiózł oryginał zawinięty w ceratę. Jako przynętę dla celników zabrał ze sobą złote monety, które zgodnie z jego planem zostały skonfiskowane. Ks. Zimmer zamieszkał w Bernau pod Berlinem. Obraz znalazł się w mieszkaniu księdza. W roku 1954 ks. Zimmer wyjechał do Niemiec Zachodnich, zabierając ze sobą obraz. Zamieszkał w Monachium. W latach sześćdziesiątych sprzedał obraz antykwariuszowi Franzowi Waldnerowi.
Od roku 1948 pozostała we Wrocławiu kopia obrazu uchodziła za oryginał Cranacha. Oryginalność obrazu znajdującego się we wrocławskiej katedrze podważyła dopiero w 1961 roku polska konserwator Daniela Stankiewicz. Od 1970 roku oryginał był kilkakrotnie oferowany na międzynarodowym rynku antykwarycznym. W roku 1971 szwajcarski ekspert dr Koeplin z Bazylei potwierdził autentyczność obrazu Cranacha i wiedząc o pochodzeniu dzieła powiadomił o tym ambasadę PRL w Kolonii, która jednak nie nadała sprawie biegu. Dopiero na początku XXI wieku prywatny kolekcjoner przekazał go szwajcarskiemu Kościołowi. Początkowo Szwajcarzy planowali sprzedać obraz i przekazać dochód na cele dobroczynne, ale ostatecznie zdecydowali o zwrocie dzieła prawowitemu właścicielowi. W marcu 2012 roku nawiązano kontakt z Muzeum Archidiecezjalnym we Wrocławiu, a to ostatnie poprosiło o pomoc polskie MSZ.
18 lipca 2012 roku obraz przekazano w ambasadzie polskiej w Bernie pracownikom MSZ, a 27 lipca minister spraw zagranicznych Radosław Sikorski ogłosił publicznie informację o powrocie obrazu do Polski i przekazaniu go archidiecezji wrocławskiej.
Obraz należał do najcenniejszych dóbr kultury zaginionych w czasie II wojny światowej. Wyżej wyceniany jest jedynie „Portret młodzieńca” Rafaela.

## Galeria

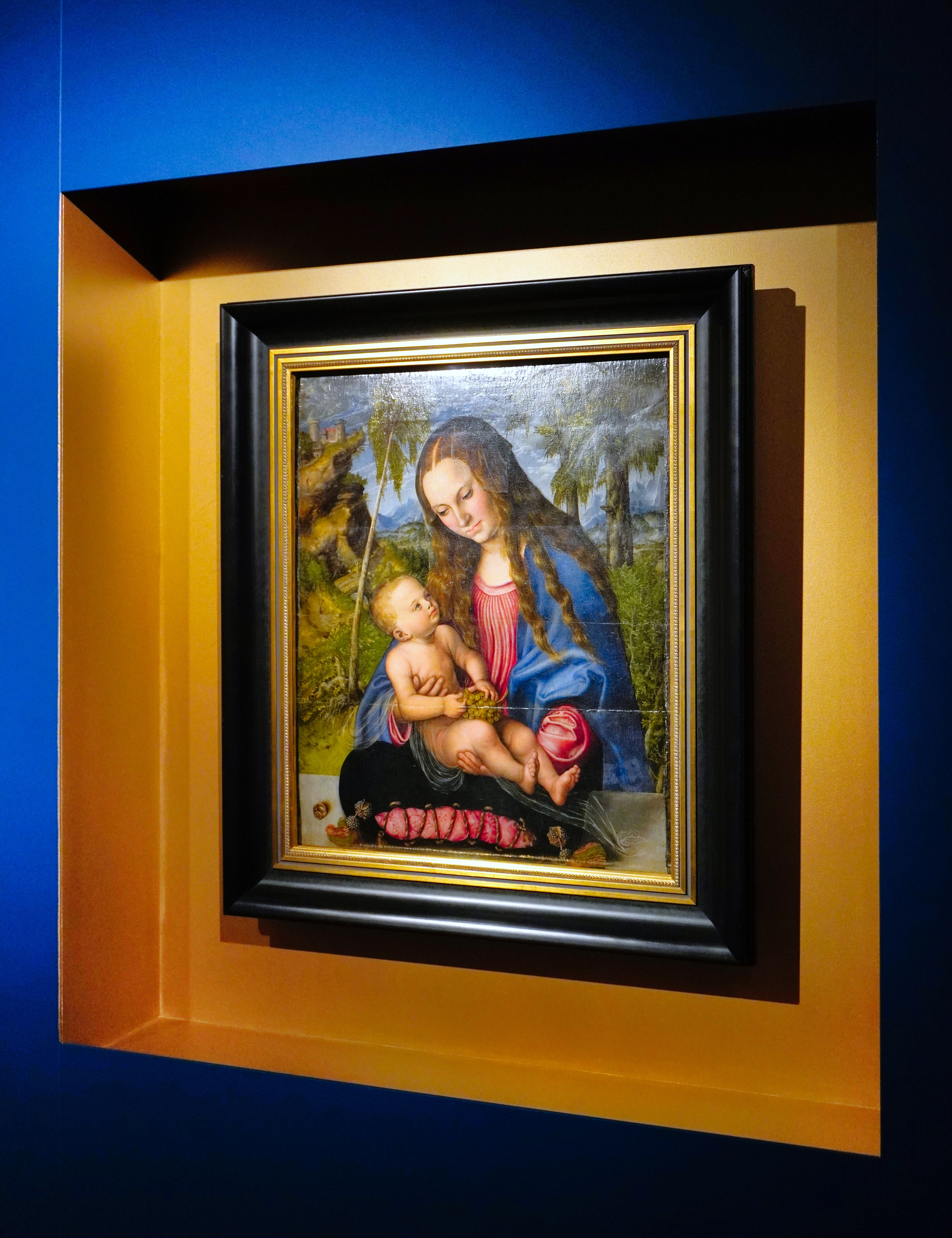
Obraz prezentowany na Zamku Królewskim na Wawelu (2021)